# Sea Wolf
El Sea Wolf es un misil superficie-aire fabricado en el Reino Unido.

## Características
Es un misil superficie-aire de Mach 2 y guiado por el sistema ACLOS. Alcanza objetivos hasta los 6000 m de distancia y hasta los 3000 m de altura.

## Usuarios
| País        | Rama militar      | Plataforma                          |
| ----------- | ----------------- | ----------------------------------- |
| Reino Unido | Royal Navy        | Fragatas Tipo 12, Tipo 22 y Tipo 23 |
| Brasil      | Marinha do Brasil | Fragata Tipo 22                     |
| Chile       | Armada de Chile   | Fragata Tipo 22                     |
| Malasia     | Marina de guerra  | Fragata Tipo 22                     |

## Historia de servicio

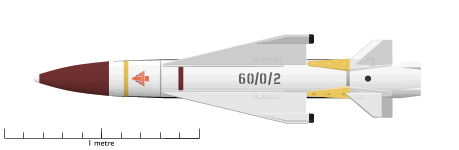
Ilustración del misil Sea Wolf

El Sea Wolf entró en servicio en las fragatas del Tipo 22 y de la clase Leander de la Royal Navy.
Fue con esta marina de guerra cuando entró en combate, en la guerra de las Malvinas. Llevaron misiles Sea Wolf las fragatas Tipo 22 HMS Brilliant y HMS Broadsword; y la fragata de la clase Leander HMS Andromeda.
El 12 de mayo de 1982, en un ataque de cuatro jets A-4B Skyhawk de la Fuerza Aérea Argentina contra la fragata HMS Brilliant y el destructor HMS Glasgow, un misil Sea Wolf disparado por la fragata HMS Brilliant derribó al A-4B del primer teniente Nivoli; otro derribó al A-4B del teniente Ibarlucea; y un tercer avión —capitán Bustos— se estrelló en el mar tratando de evadir un misil dirigido hacia él. Los tres aviadores perdieron la vida.
El 21 de mayo, un misil lanzado por la fragata HMS Broadsword abatió al jet Mirage V del teniente Bean.
El 25 de mayo, durante un ataque contra la fragata HMS Broadsword y el destructor HMS Coventry, el sistema Sea Wolf quedó paralizado por un fallo; y la fragata no pudo disparar. Recuperado el sistema, la Broadsword no pudo disparar por tener al Coventry justo delante obstruyendo la trayectoria. El Coventry fue hundido.